# Jigme Singye Wangchuck

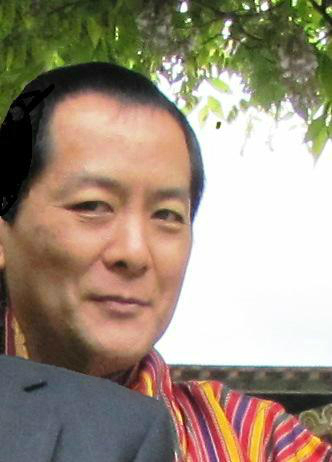
Jigme Singye Wangchuck, 2014

Jigme Singye Wangchuck (bhutanisch འཇིགས་མེད་སེང་གེ་དབང་ཕྱུག Wylie 'jigs-med seng-ge dbang-phyug; * 11. November 1955 im Dechencholing-Palast in Thimphu), einziger (legitimer) Sohn von König Jigme Dorje Wangchuck (1952–1972) und Königin Ashi Kesang Choden, war von 1972 bis 2006 der König (Druk Gyalpo) von Bhutan und ist der Vater des gegenwärtigen Königs Jigme Khesar Namgyel Wangchuck.
Seine Ausbildung erfolgte teilweise durch private Tutoren, seine Schulzeit verbrachte Jigme Singye Wangchuck in Indien und England, seit seiner Rückkehr nach Bhutan (1970) auch in Paro.
Nach dem Tod seines Vaters, Jigme Dorje Wangchuck, bestieg der erst sechzehnjährige Kronprinz im Jahr 1972 den Königsthron. Die formelle Krönung erfolgte am 2. Juni 1974 in Thimphu.

## Familie
Jigme Singye Wangchuck ist seit 1979 mit vier Schwestern aus Talo im Verwaltungsdistrikt Punakha verheiratet. Nach einer privaten Hochzeitszeremonie 1979 folgte 1988 eine öffentliche in Punkha, auf der Prinz Jigme Khesar Namgyel Wangchuck (* 21. Februar 1980, gemeinsamer Sohn mit der dritten Ehefrau Ashi Tshering Yangdön Wangchuk) zum Kronprinzen ernannt wurde. Die vier Ehefrauen des Königs sind: Ashi Dorji Wangmo Wangchuck (* 20. Dezember 1955, zweite Tochter von Yab Ugen Dorji und Yum Thuiji Zam), Ashi Tshering Pem Wangchuck (* 20. Dezember 1957, dritte Tochter der Familie), Ashi Tshering Yangdön Wangchuck (* 21. Juni 1959, vierte Tochter der Familie) und Ashi Sangay Choden Wangchuck (* 11. Mai 1962, fünfte Tochter der Familie). Die Vielehe ist in buddhistischen Gesellschaften traditionell nicht üblich und in Bhutan offiziell verboten. Die Heirat von Jigme Singye Wangchuck mit vier Schwestern ist deshalb recht ungewöhnlich und bedurfte der formellen Zustimmung des Jhe Kenpo, des religiösen Oberhaupts von Bhutan. Der politische Hintergrund wurde in einem 1998 veröffentlichten Buch („Of Rainbows and Clouds“) der ältesten Königin Ashi Dorji Wangmo Wangchuck erläutert, in dem sie die Familiengeschichte ihres Vaters, Yab Ugyen Dorji, schildert:
Vor dem Hintergrund machtpolitischer Konflikte war 1931 der 6. Shabdung Jigme Dorji im Talo Kloster auf Veranlassung von König Jigme Wangchuk, dem Großvater von Jigme Singye Wangchuck, ermordet worden. Der damalige Shabdung stammte aus der Familie der vier Schwestern, deren Familie seitdem Repressionen seitens der Wangchuk-Dynastie ausgesetzt war. Mit der Heirat von König Jigme Singye Wangchuck und den vier Töchtern von Yab Ugyen Dorji sollte die Familienfehde zwischen den Wangchucks und den Nachfahren des ermordeten 6. Shabdung beigelegt werden.

## Politik
Innenpolitisch führte Jigme Singye Wangchuck den Reformkurs seines Vaters fort, der sich Ende der 1980er Jahre jedoch turbulent in Form z. T. gewalttätiger Auseinandersetzung mit der Opposition zuspitzte. Kontrovers wird von Beobachtern das im Jahr 1985 verabschiedete Staatsbürger-Gesetz bewertet, das wenige Jahre später politische Unruhen in Süd-Bhutan auslöste und zu einem z. T. erzwungenen Exodus von ca. 120.000 Süd-Bhutanern nepalesischer Herkunft nach Nepal und Indien führte.

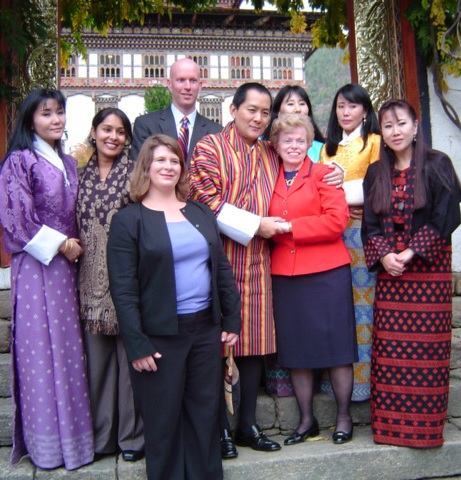
Jigme Singye Wangchuk mit Ellen Sauerbrey, 2005

Lange sperrte sich Jigme Singye Wangchuck gegen die Einführung demokratischer Verhältnisse in seinem Königreich (es bestand lange ein Verbot von Parteien und Gewerkschaften). Durch innenpolitischen Druck sah sich der König gezwungen, 2003 die Ausarbeitung einer neuen Verfassung zu veranlassen. Im März 2005 wurde ein Verfassungsentwurf vorgelegt, der im August 2005 durch einen revidierten Text ersetzt wurde. Die Verabschiedung der neuen Verfassung Bhutans erfolgte im Jahr 2006. Ende Dezember 2007 wurde das Oberhaus des neuen Parlaments gewählt. Am 24. März 2008 waren 318.465 Wahlberechtigte aufgerufen, auch über die Vergabe von 47 Mandaten für das Unterhaus zu entscheiden.
Jigme Singye Wangchuck war der vierte König Bhutans seit Errichtung der erblichen Monarchie im Jahr 1907. Sein Urgroßvater Ugyen Wangchuck hatte mit der Kolonialmacht Großbritannien kollaboriert, um sich innenpolitisch freie Hand für die Auseinandersetzungen um die politische Macht in Bhutan zu verschaffen. 1910 erfolgte in Punakha die Unterzeichnung eines Protektoratsvertrages zwischen Bhutan und Großbritannien.

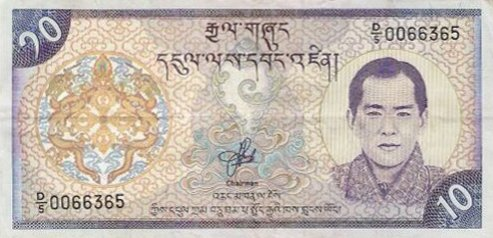
Jigme Singye Wangchuck auf der 10-Ngultrum-Banknote

Unter Jigme Dorje Wangchuck, dem Vater von Jigme Singye Wangchuck, wurde der Öffnungsprozess des Landes eingeleitet: mit der Einführung einer Nationalversammlung 1953 begann der Wandel Bhutans von der absoluten zur konstitutionellen Monarchie. Als Staatsoberhaupt hat der König heute überwiegend zeremonielle und repräsentative Aufgaben. Die politische Macht liegt formell bei der Nationalversammlung, die auch über die Möglichkeit verfügt, den Monarchen per Misstrauensvotum aus dem Amt zu drängen – allerdings nur zu Gunsten des Thronfolgers.
2005 wurde Jigme Singye Wangchuck mit dem Champions of Earth Award ausgezeichnet.
Trotz eines landesweiten Rauchverbotes in der Öffentlichkeit ist auch König Jigme Singye Wangchuck selbst Zigarrenraucher.
Im Dezember 2005 verkündete er in Trashiyangtse, dass er 2008 zurücktreten werde und sein Sohn, der Kronprinz Jigme Khesar Namgyel Wangchuck, die Geschicke des Landes übernehmen werde. Am 9. Dezember 2006 setzte er dies vorzeitig in die Tat um.